# Volvic
Pour les articles homonymes, voir Volvic (homonymie).
Volvic est une commune française, située dans le département du Puy-de-Dôme en région Auvergne-Rhône-Alpes.
Porte d'entrée de la chaîne des Puys, Volvic est proche de la ville de Riom et fait partie de la communauté d'agglomération de cette dernière. Elle fait aussi partie de l'aire d'attraction de Clermont-Ferrand.
Ses habitants sont appelés les Volvicois et les Volvicoises.
Volvic est internationalement connue pour la production de son eau en bouteille, l'eau de Volvic appartenant au groupe agroalimentaire Danone. Elle est également réputée pour sa pierre.

## Géographie

### Localisation
La commune est située, à vol d'oiseau, à 10,9 km au nord de l'ancien chef-lieu de région, Clermont-Ferrand, et à 6,2 km à l'ouest-sud-ouest de la sous-préfecture du Puy-de-Dôme, Riom.
Elle a fait partie du canton de Riom-Ouest jusqu'en mars 2015 ; à la suite du redécoupage des cantons de 2014, la commune est rattachée au canton de Châtel-Guyon après ces élections.
Volvic, comprend un centre-bourg d'environ 2 630 habitants (chef-lieu blotti contre le puy de la Bannière), trois gros villages (Crouzol, Moulet-Marcenat et Tourtoule, comprenant environ 1 200 personnes), et de nombreux lieux-dits : Crouzol (qui signifierait « petit creux »), Égaules, La Plaine, Moulet-Marcenat, Viallard, La Coussedière, Tourtoule, Le Lac, Tournoël, Les Ratiers, Le Vivet, Vinzelles, Luzet, La Gare, Le Cratère.

### Communes limitrophes
Les communes limitrophes sont Chanat-la-Mouteyre, Charbonnières-les-Varennes, Enval, Malauzat, Saint-Ours et Sayat.
Ses communes avoisinantes sont :
| Charbonnières-les-Varennes     |        | Enval    |
|                                | Volvic | Malauzat |
| Chanat-la-Mouteyre, Saint-Ours | Sayat  |          |

### Géologie et relief
La commune est située entre la chaîne des Puys, la plaine de la Limagne et les Combrailles.

### Climat
Pour des articles plus généraux, voir Climat d'Auvergne-Rhône-Alpes et Climat du Puy-de-Dôme.
En 2010, le climat de la commune est de type climat océanique dégradé des plaines du Centre et du Nord, selon une étude du Centre national de la recherche scientifique s'appuyant sur une série de données couvrant la période 1971-2000. En 2020, Météo-France publie une typologie des climats de la France métropolitaine dans laquelle la commune est exposée à un climat de montagne ou de marges de montagne et est dans une zone de transition entre les régions climatiques « Ouest et nord-ouest du Massif Central » et « Nord-est du Massif Central ». 
Pour la période 1971-2000, la température annuelle moyenne est de 10,9 °C, avec une amplitude thermique annuelle de 16 °C. Le cumul annuel moyen de précipitations est de 992 mm, avec 11,7 jours de précipitations en janvier et 7 jours en juillet. Pour la période 1991-2020, la température moyenne annuelle observée sur la station météorologique de Météo-France la plus proche, « Sayat_sapc », sur la commune de Sayat à 5 km à vol d'oiseau, est de 11,2 °C et le cumul annuel moyen de précipitations est de 776,1 mm,. Pour l'avenir, les paramètres climatiques de la commune estimés pour 2050 selon différents scénarios d'émission de gaz à effet de serre sont consultables sur un site dédié publié par Météo-France en novembre 2022.

## Urbanisme

### Typologie
Au 1er janvier 2024, Volvic est catégorisée ceinture urbaine, selon la nouvelle grille communale de densité à sept niveaux définie par l'Insee en 2022.
Elle appartient à l'unité urbaine de Volvic, une unité urbaine monocommunale constituant une ville isolée,. Par ailleurs la commune fait partie de l'aire d'attraction de Clermont-Ferrand, dont elle est une commune de la couronne,. Cette aire, qui regroupe 209 communes, est catégorisée dans les aires de 200 000 à moins de 700 000 habitants,.

### Occupation des sols
L'occupation des sols de la commune, telle qu'elle ressort de la base de données européenne d’occupation biophysique des sols Corine Land Cover (CLC), est marquée par l'importance des forêts et milieux semi-naturels (55,8 % en 2018), une proportion sensiblement équivalente à celle de 1990 (55,4 %). La répartition détaillée en 2018 est la suivante : forêts (52,2 %), zones agricoles hétérogènes (14,9 %), prairies (13,5 %), zones urbanisées (9,6 %), terres arables (4,7 %), milieux à végétation arbustive et/ou herbacée (3,6 %), zones industrielles ou commerciales et réseaux de communication (1,6 %). L'évolution de l’occupation des sols de la commune et de ses infrastructures peut être observée sur les différentes représentations cartographiques du territoire : la carte de Cassini (XVIIIe siècle), la carte d'état-major (1820-1866) et les cartes ou photos aériennes de l'IGN pour la période actuelle (1950 à aujourd'hui).

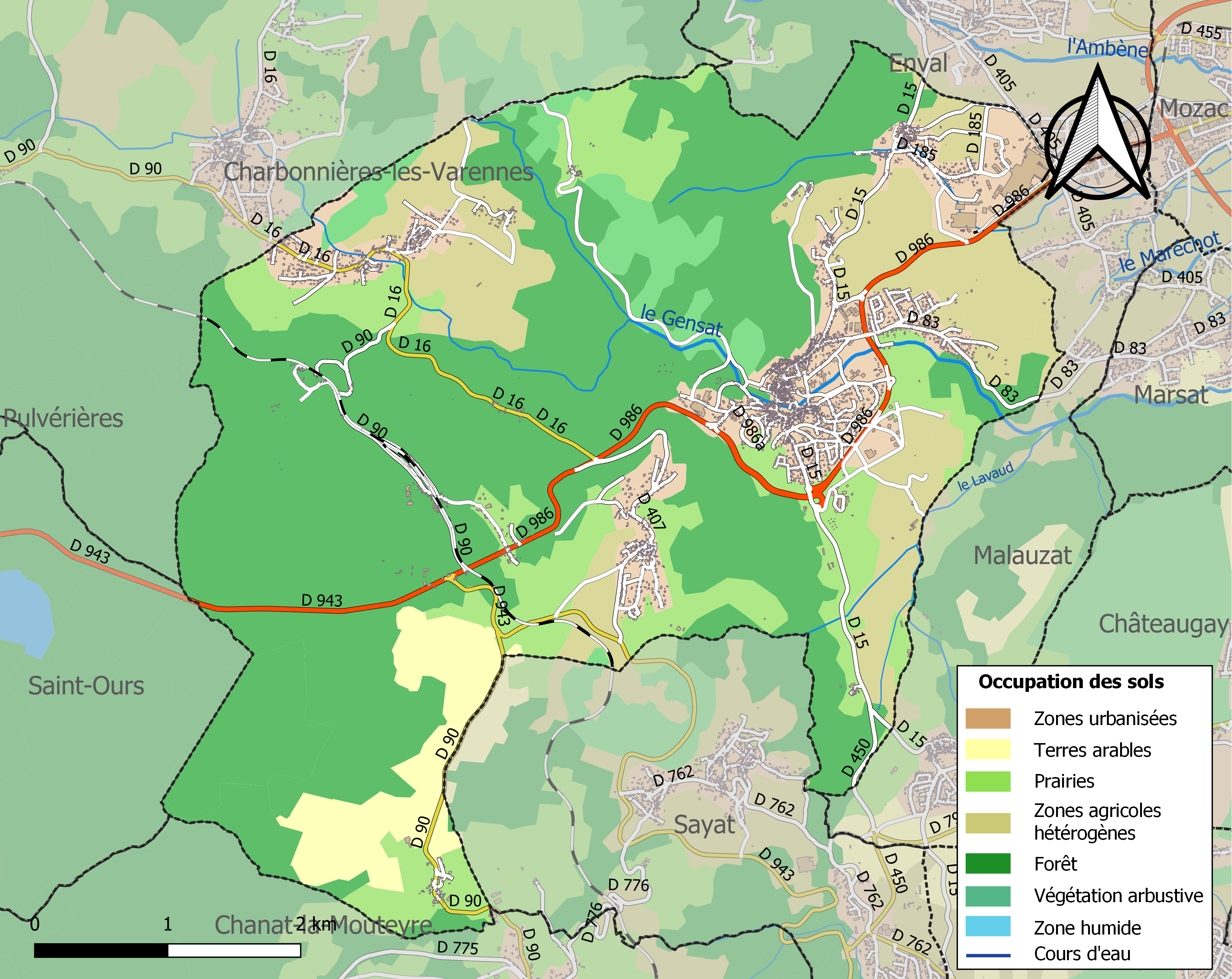
Carte des infrastructures et de l'occupation des sols de la commune en 2018 (CLC).

### Morphologie urbaine
Le plan local d'urbanisme a été approuvé par délibération du conseil municipal du 21 décembre 2012.

### Logement
En 2013, la commune comptait 2 045 logements, contre 1 973 en 2008. Parmi ces logements, 85,3 % étaient des résidences principales, 2 % des résidences secondaires et 12,7 % des logements vacants. Ces logements étaient pour 91 % d'entre eux des maisons individuelles et pour 8,6 % des appartements.
La proportion des résidences principales, propriétés de leurs occupants était de 77,3 %, en hausse sensible par rapport à 2008 (76,1 %). La part de logements HLM loués vides était de 2,1 % (contre 2,2 %).

### Projets d'aménagement
La commune envisage de rénover les entrées de ville via un plan d'aménagement de bourg.
La commune a pour objectifs, à long terme, d'« accueillir et maîtriser le développement urbain du Pôle de vie », le « Pôle » étant l'un des sept du pays du Grand Clermont ; d'« assurer le rayonnement économique et favoriser la création d'emplois », de « conférer une centralité plus forte, porteuse de l'identité locale », de « conforter et valoriser un cadre de vie de qualité », et de « protéger, gérer et valoriser la nature » au cœur de la commune.

### Voies de communication et transports

#### Voies routières
La commune est contournée au sud par la route départementale 986 (anciennement route nationale 686), reliant Riom au Cratère et au-delà sur la RD 943 à Pontgibaud. Elle permet un accès autoroutier, vers l'A71, qui est empruntée à l'est de Riom (sortie 13), et l'A89, en direction de Pontgibaud (sortie 26). La RD 986a traverse une partie du centre-ville.
Le territoire communal est également traversé par les cinq autres routes départementales suivantes :
- RD 15 (Enval – Malauzat) ;
- RD 16 (vers Moulet-Marcenat, au nord-ouest de la commune, et Charbonnières-les-Varennes) ;
- RD 83 (vers Marsat) ;
- RD 90 (Le Cratère, gare de Volvic – Saint-Georges-de-Mons et desserte du hameau d'Égaules en direction d'Orcines) ;
- RD 407 (desserte du hameau de Tourtoule).

#### Transport ferroviaire
Une gare ferroviaire, située sur la ligne d'Eygurande - Merlines à Clermont-Ferrand, est implantée en bordure de la route départementale 90, au lieu-dit Gare de Volvic, à un kilomètre du Cratère. Elle est desservie par le TER Auvergne-Rhône-Alpes reliant Clermont-Ferrand à Volvic.

#### Transports en commun
Une ligne d'autocars du réseau interurbain du Puy-de-Dôme (Cars Région Puy-de-Dôme, géré par la région Auvergne-Rhône-Alpes) dessert la commune : la ligne P64, reliant Clermont-Ferrand à Enval. Elle dessert notamment la place des Moutys, le collège et le village de Crouzol.
Depuis le 3 septembre 2018, Volvic est desservie par les lignes 1 (Volvic – Enval – Mozac – Gare SNCF Riom – Ménétrol) et 2 (Volvic – Saint-Genès-l'Enfant – Marsat – Gare SNCF Riom – ZA Portes de Riom) du réseau RLV Mobilités.

## Toponymie
Le nom Volvic vient de Volovicus, c'est-à-dire le « village de Volovico », ce dernier nom étant un prénom de langue gauloise. Ce terme ancien est passé par la suite à l'auvergnat (forme Volvic attestée en ancien occitan au Moyen Âge central) avant de passer en français.

## Histoire

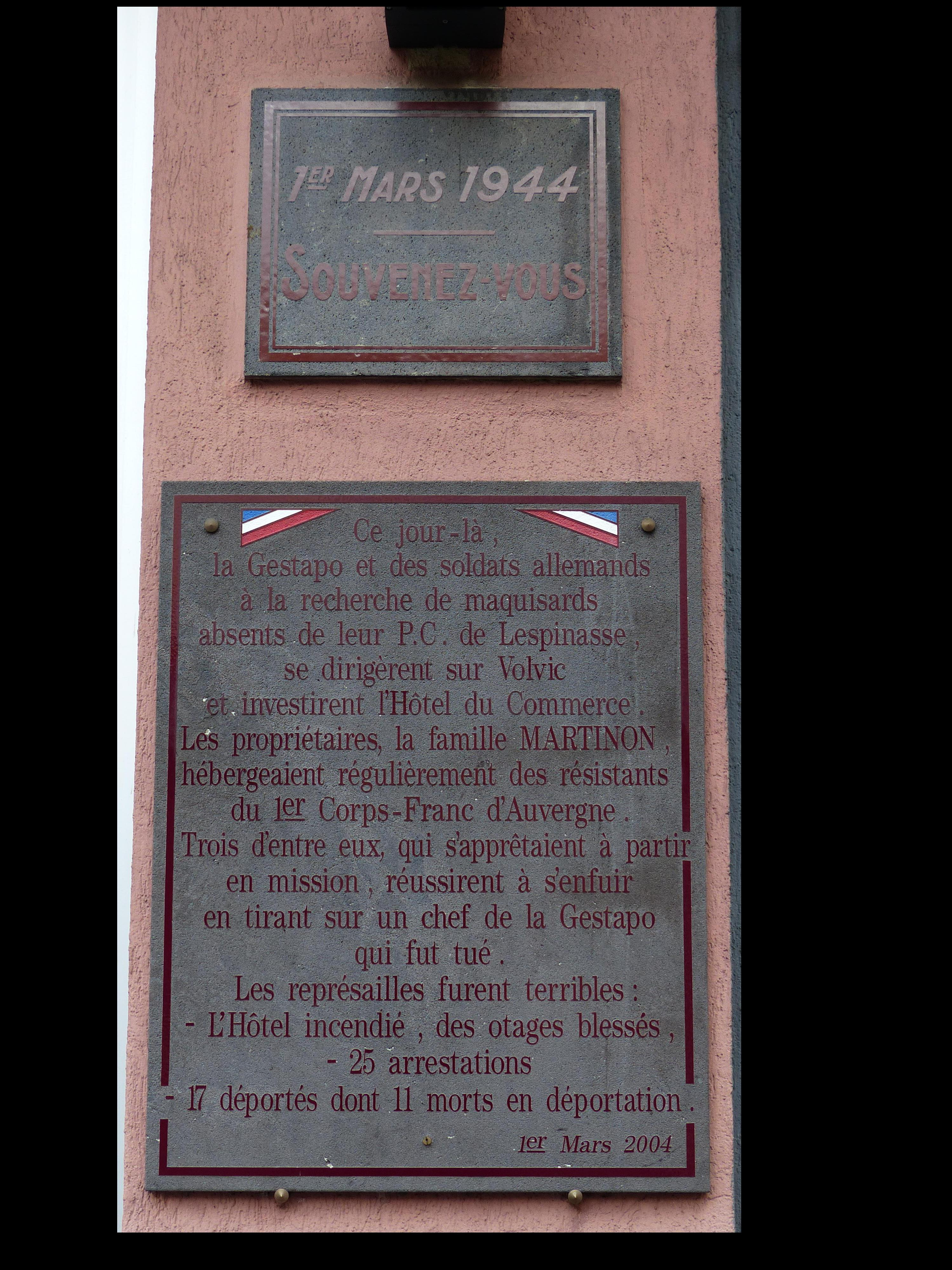
Plaque sur l'hôtel du Commerce reconstruit.

La première mention de Volvic daterait du Ve siècle. Saint Priest, évêque de Clermont y fut assassiné et enterré au VIIe siècle.
Volvic était le chef-lieu de la vicomté de Tournoël, château mentionné au Xe siècle, possession du comte d'Auvergne, confisqué par Philippe Auguste lors du siège de Tournoël en 1213.
En 1940, l'abbé Annéser, curé de Boulange, se réfugie dans la ville de Riom et dans la ville de Volvic en zone libre avec environ 900 de ses paroissiens.
Le 1er mars 1944, la Gestapo se présente à l'hôtel du Commerce, sur la Grande Rue, à la recherche de résistants que les propriétaires hébergeaient régulièrement. Trois résistants peuvent s'enfuir, mais un chef de la Gestapo est tué, ce qui entraîne de terribles représailles : dix-sept otages sont déportés et l'hôtel est incendié.

## Politique et administration

### Tendances politiques et résultats
En 2014, la liste Divers « Continuons ensemble Volvic » tenue par Mohand Hamoumou remporte l'élection municipale au premier tour avec 55,53 % des suffrages exprimés (1 259 voix sur 2 267 exprimés) et vingt-et-un sièges dont six au conseil communautaire de la communauté de communes Volvic Sources et Volcans. La liste Union de la gauche « Volvic solidaire », tenue par Laurent Penevère, obtient les six sièges restants, dont deux au conseil communautaire. Le taux de participation s'élève à 70,46 % (soit 2 431 votants sur 3 050 inscrits).

### Administration municipale
Le conseil municipal est composé de vingt-sept membres, dont huit adjoints, dix conseillers délégués et huit conseillers municipaux.

### Liste des maires
| Période                                  | Période                      | Identité                                    | Étiquette               | Qualité |
| ---------------------------------------- | ---------------------------- | ------------------------------------------- | ----------------------- | --- |
| Les données manquantes sont à compléter. |                              |                                             |                         | |
| avant 1892                               |                              | Vicomte Casimir de La Vaissière de Lavergne |                         | Propriétaire Conseiller général du Puy-de-Dôme (1864-1871) Chevalier de l'ordre de la Légion d'honneur |
| 1912                                     | 1939                         | Pierre Moity                                |                         | Médecin |
| 1939                                     | 1939                         | Louis Brosson                               |                         | |
| 1940                                     | janvier 1943                 | M. Magnon                                   |                         | |
| janvier 1943                             | septembre 1944               | M. Chassard                                 |                         | |
| septembre 1944                           | mai 1945                     | Louis Brosson                               |                         | Délégation spéciale mise en place à la Libération ; le maire d'avant-guerre retrouve son siège. |
| mai 1945                                 | mars 1967 (décès)            | Michel Champleboux                          | SFIO                    | Ingénieur électricien Sénateur du Puy-de-Dôme (1958-1967) Conseiller général du canton de Riom-Ouest (1945-1967) |
| Les données manquantes sont à compléter. |                              |                                             |                         | |
| mars 1971                                | mars 1977                    | Mme Claude Moity                            |                         | Seule femme élue maire de la commune Fille de l'ancien maire, Docteur Pierre Moity Directrice d'une entreprise familiale de taille de pierre Présidente du SBA (collecte des déchets) en 1976                                                                                      |
| mars 1977                                | mars 1989                    | Georges Dossat                              | PS                      | Inspecteur retraité de la jeunesse et des sports |
| mars 1989                                | mars 2008                    | Jean Laurency                               | PS                      | |
| mars 2008                                | 4 juillet 2020               | Mohand Hamoumou,                            | Centre Gauche puis LREM | Professeur en management des ressources humaines Ancien vice-président de la communauté de communes Volvic Sources et Volcans chargé du développement économique Vice-président de la communauté de communes (puis d'agglomération) Riom Limagne et Volcans chargé de l'urbanisme, |
| 4 juillet 2020                           | En cours (au 4 juillet 2020) | Laurent Thévenot                            |                         | |

### Rattachements administratifs et électoraux
Sur le plan administratif, Volvic dépendait du district de Riom puis de l'arrondissement de Riom depuis 1801. En janvier 1790, en dehors de l'unique canton de Riom (scindé jusqu'en mars 2015 en deux cantons : Riom-Est et Riom-Ouest), il avait été institué un canton de Volvic regroupant également des communes du canton de Riom-Est ; il a été supprimé sous le Consulat en 1801. La commune de Volvic dépendait désormais du canton de Riom-Ouest, jusqu'en mars 2015 ; à la suite du redécoupage des cantons du département, la commune est rattachée au canton de Châtel-Guyon.
Sur le plan judiciaire, Volvic dépend de la cour d'appel de Riom, du tribunal de proximité de Riom et des tribunaux judiciaire et tribunal de commerce de Clermont-Ferrand.

### Jumelages
Au 8 février 2016, Volvic est jumelée avec :
- Kirriemuir (Écosse) depuis 1986 ;
- Unterschneidheim (Allemagne) depuis 1978.

Ces deux jumelages sont des actions de coopération décentralisée dans la thématique de la culture et du patrimoine.

## Population et société

### Démographie

#### Évolution démographique
L'évolution du nombre d'habitants est connue à travers les recensements de la population effectués dans la commune depuis 1793. Pour les communes de moins de 10 000 habitants, une enquête de recensement portant sur toute la population est réalisée tous les cinq ans, les populations de référence des années intermédiaires étant quant à elles estimées par interpolation ou extrapolation. Pour la commune, le premier recensement exhaustif entrant dans le cadre du nouveau dispositif a été réalisé en 2004.

En 2022, la commune comptait 4 779 habitants, en évolution de +7,9 % par rapport à 2016 (Puy-de-Dôme : +2,1 %, France hors Mayotte : +2,11 %).
| 1793  | 1800  | 1806  | 1821  | 1831  | 1836  | 1841  | 1846  | 1851  |
| ----- | ----- | ----- | ----- | ----- | ----- | ----- | ----- | ----- |
| 2 082 | 2 543 | 2 681 | 2 821 | 3 032 | 3 449 | 3 227 | 3 403 | 3 404 |

| 1856  | 1861  | 1866  | 1872  | 1876  | 1881  | 1886  | 1891  | 1896  |
| ----- | ----- | ----- | ----- | ----- | ----- | ----- | ----- | ----- |
| 3 463 | 3 582 | 3 674 | 3 522 | 3 611 | 3 780 | 3 692 | 3 635 | 3 684 |

| 1901  | 1906  | 1911  | 1921  | 1926  | 1931  | 1936  | 1946  | 1954  |
| ----- | ----- | ----- | ----- | ----- | ----- | ----- | ----- | ----- |
| 3 615 | 3 460 | 3 355 | 2 774 | 2 721 | 2 677 | 2 452 | 2 320 | 2 494 |

| 1962  | 1968  | 1975  | 1982  | 1990  | 1999  | 2004  | 2006  | 2009  |
| ----- | ----- | ----- | ----- | ----- | ----- | ----- | ----- | ----- |
| 2 681 | 3 030 | 3 253 | 3 587 | 3 930 | 4 202 | 4 409 | 4 485 | 4 582 |

| 2014  | 2019  | 2022  | - | - | - | - | - | - |
| ----- | ----- | ----- | - | - | - | - | - | - |
| 4 387 | 4 623 | 4 779 | - | - | - | - | - | - |

#### Pyramide des âges
En 2018, le taux de personnes d'un âge inférieur à 30 ans s'élève à 33,2 %, soit en dessous de la moyenne départementale (34,2 %). De même, le taux de personnes d'âge supérieur à 60 ans est de 25,9 % la même année, alors qu'il est de 27,9 % au niveau départemental.
En 2018, la commune comptait 2 277 hommes pour 2 278 femmes, soit un taux de 50,01 % de femmes, légèrement inférieur au taux départemental (51,59 %).
Les pyramides des âges de la commune et du département s'établissent comme suit.
| Hommes | Classe d’âge | Femmes |
| ------ | ------------ | ------ |
| 0,5    | 90 ou +      | 2,1    |
| 5,5    | 75-89 ans    | 8,4    |
| 17,2   | 60-74 ans    | 18,2   |
| 20,9   | 45-59 ans    | 21,7   |
| 20,1   | 30-44 ans    | 19,0   |
| 16,2   | 15-29 ans    | 13,0   |
| 19,6   | 0-14 ans     | 17,7   |

| Hommes | Classe d’âge | Femmes |
| ------ | ------------ | ------ |
| 0,7    | 90 ou +      | 2,1    |
| 7,4    | 75-89 ans    | 10,2   |
| 17,7   | 60-74 ans    | 18,6   |
| 20,2   | 45-59 ans    | 19,2   |
| 18,4   | 30-44 ans    | 17,4   |
| 18,6   | 15-29 ans    | 17,2   |
| 17     | 0-14 ans     | 15,3   |

### Enseignement
Volvic dépend de l'académie de Clermont-Ferrand.
Dans l'enseignement public, les élèves commencent leur scolarité à l'école maternelle la Clef des Chants puis dans l'une des deux écoles élémentaires. Ils la poursuivent au collège Victor-Hugo, toujours à Volvic, puis dans les lycées de Riom (Virlogeux ou Pierre-Joël-Bonté).
Dans l'enseignement privé, les élèves suivent leur scolarité dans l'institution Sainte-Agnès (école et collège).

### Sports
Le CS Volvic est un club de football évoluant en National 3 pour la première fois de son histoire en 2017-2018. Il a été sacré champion d'Auvergne de Régional 1 en 2016-2017. Lors de la saison 2015-2016, le club a atteint les trente-deuxièmes de finale de la Coupe de France en s'inclinant contre Ajaccio (1-0) au stade Émile-Pons de Riom.
Volvic est ville de passage de la 1re étape du Tour de France Femmes 2023, le 23 juillet 2023, et de la 10e étape du Tour de France 2025 (Ennezat – Le Mont-Dore - Puy de Sancy) le 14 juillet 2025 (passages par Crouzol (D 15), le contournement sud de la ville par la D 986 et Tourtoule (D 407)).

## Économie

### Revenus de la population et fiscalité
En 2011, le revenu fiscal médian par ménage s'élevait à 33 612 €, ce qui plaçait Volvic au 9 812e rang des communes de plus de 49 ménages en métropole.
En 2012, sur les 1 473 foyers fiscaux, 70,2 % étaient imposables.

### Emploi
En 2013, la population âgée de quinze à soixante-quatre ans s'élevait à 2 856 personnes, parmi lesquelles on comptait 73,8 % d'actifs dont 67,4 % ayant un emploi et 6,4 % de chômeurs.
On comptait 1 914 emplois dans la zone d'emploi. Le nombre d'actifs ayant un emploi résidant dans la zone étant de 1 939, l'indicateur de concentration d'emploi est de 98,7 %, ce qui signifie que la commune offre près d'un emploi par habitant actif.
La répartition des 1 910 emplois par catégorie socio-professionnelle et par secteur d'activité est la suivante :
| Échelle     | Agriculteurs exploitants | Artisans, commerçants, chefs d'entreprise | Cadres et professions intellectuelles supérieures | Professions intermédiaires | Employés | Ouvriers |
| ----------- | ------------------------ | ----------------------------------------- | ------------------------------------------------- | -------------------------- | -------- | -------- |
| Commune     | 0,5 %                    | 4,5 %                                     | 10,2 %                                            | 27,5 %                     | 15,2 %   | 42,1 %   |
| Département | 2,4 %                    | 6,5 %                                     | 15,3 %                                            | 24,7 %                     | 28,3 %   | 22,8 %   |
| France      | 1,7 %                    | 6,5 %                                     | 17,2 %                                            | 25,6 %                     | 28,1 %   | 20,8 %   |

Le nombre d'emplois ouvriers est nettement supérieur aux moyennes départementale et nationale.
| Échelle     | Agriculture | Industrie | Construction | Commerce, transports, services divers | Administration publique, enseignement, santé, action sociale |
| ----------- | ----------- | --------- | ------------ | ------------------------------------- | ------------------------------------------------------------ |
| Commune     | 0,3 %       | 52,3 %    | 9,2 %        | 14,6 %                                | 23,6 %                                                       |
| Département | 3,3 %       | 16,1 %    | 6,8 %        | 41,3 %                                | 32,5 %                                                       |
| France      | 2,8 %       | 12,7 %    | 6,8 %        | 46,1 %                                | 31,6 %                                                       |

Le secteur industriel domine largement dans la commune.
1 747 des 1 938 personnes âgées de quinze ans ou plus (soit 90,2 %) sont des salariés. Près d'un quart des actifs travaillent dans la commune de résidence.

### Entreprises
Au 1er janvier 2014, Volvic comptait 189 entreprises : 20 dans l'industrie, 42 dans la construction, 96 dans le commerce, les transports et les services divers et 31 dans le secteur administratif.
En outre, elle comptait 201 établissements.
Au 31 décembre 2013, elle comptait 300 établissements actifs (1 644 postes salariés), dont la répartition suit :
| Échelle               | Agriculture | Industrie | Construction | Commerce, transports, services divers | Administration publique, enseignement, santé, action sociale |
| --------------------- | ----------- | --------- | ------------ | ------------------------------------- | ------------------------------------------------------------ |
| Établissements actifs | 6,3 %       | 10,0 %    | 16,3 %       | 50,7 %                                | 16,7 %                                                       |
| Postes salariés       | 0,0 %       | 59,0 %    | 11,6 %       | 8,5 %                                 | 21,0 %                                                       |

Volvic abrite le siège social d'une seule grande entreprise (plus de dix millions d'euros de chiffre d'affaires) : la Société des eaux de Volvic. La société des eaux de Volvic appartient au groupe agroalimentaire Danone et elle est le principal employeur de la commune soit 953 personnes en 2017.

### Agriculture
Au recensement agricole de 2010, la commune comptait douze exploitations agricoles. Ce nombre est en nette diminution par rapport à 2000 (23) et à 1988 (32). La commune était orientée dans la polyculture et le polyélevage.
La superficie agricole utilisée sur ces exploitations était de 383 hectares en 2010, dont 77 ha sont allouées aux terres labourables et 297 ha sont toujours en herbe.

### Commerce et services
La base permanente des équipements de 2015 recensait huit commerces : deux épiceries, deux boulangeries, une boucherie-charcuterie, une librairie-papeterie, un magasin d'équipements du foyer ainsi qu'un magasin d'électroménager et de matériel audio-vidéo.

### Tourisme
Au 1er janvier 2016, la commune comptait trois hôtels, totalisant 50 chambres : un hôtel deux étoiles, un trois étoiles et un non classé, ainsi qu'un camping trois étoiles totalisant 68 emplacements.

## Culture locale et patrimoine

### Deux richesses naturelles: l'eau et la pierre

#### Les eaux de Volvic
Volvic compte des sources d'eaux minérales très pures. Les premiers captages ont été entamés en 1927 dans la vallée du Goulet, et les premières bouteilles d'eau de Volvic sont apparues en 1938. Aujourd'hui, les eaux de Volvic sont internationalement connues et deux usines en assurent la production.

#### La pierre de Volvic
Dès le XIIIe siècle, l'exploitation de l'andésite (ou pierre de Volvic) a commencé dans des mines, fermées actuellement mais dont l'une peut être visitée (Maison de la pierre). La roche se caractérise par sa dureté, intermédiaire entre le marbre et le granite, et par la couleur gris-noir qu'elle prend lors d'une exposition prolongée au soleil. Des carrières de pierre, uniquement à ciel ouvert de nos jours, de lave sont sortis les matériaux utilisés dans l'édification de nombreux bâtiments de Clermont-Ferrand (dont la cathédrale), et dans une bonne partie de l'Auvergne (Riom, et même Saint-Flour ou Salers). La pierre a été également utilisée en sculpture.
Après l'apogée du XIXe siècle et du début du XXe siècle, l'andésite de Volvic sert à présent surtout dans le domaine funéraire, l'embellissement des bâtiments, la sculpture, la lave émaillée. À partir du XXe siècle, ces qualités de résistance à la plupart des acides en ont fait un matériau utilisé aussi par l'industrie.
- Grotte de la Pierre de Volvic : scénomusée situé dans une ancienne carrière, au cœur de la coulée de lave du volcan de la Nugère (993 m). Il présente in situ l'extraction de la pierre de Volvic employée depuis le XIIIe siècle dans la construction des bâtiments des alentours, notamment la cathédrale de Clermont-Ferrand.

### Lieux et monuments

#### Patrimoine religieux
- L'église Saint-Priest (édifiée au XIIe siècle). Elle est dédiée à un évêque de Clermont du VIIe siècle, assassiné, selon la tradition, à Volvic. Elle possède un chœur et un transept romans, classés monuments historiques le 22 juin 1903. Le reste de l'édifice (la nef et les bas-côtés) a été reconstruit en 1868, en style néo-roman, par l'architecte diocésain Aymon Mallay, et inscrit au titre des monuments historiques par arrêté du 21 mai 2007. La partie romane est en arkose, tandis que la façade et les autres parties du XIXe siècle sont en pierre de Volvic. Elle était avant la Révolution une des trois églises paroissiales du village et prieuré de l'abbaye de Mozac à cinq kilomètres à l'est (dépendance de l'ordre de Cluny depuis 1095). À ce titre, l'Office de tourisme de Volvic adhère à la Fédération des sites clunisiens[52].
- En mai 2011, après plus de six mois de restauration par Thierry Courtadon, tailleur et sculpteur volvicois, la croix de mission en pierre de Volvic a repris sa place au côté de l’église Saint-Priest, après quinze ans d’absence.
- La statue monumentale en pierre de Volvic, Notre-Dame-de-la-Garde, (5,5 m de hauteur) domine la cité. Elle a été sculptée par le frère Gamaliel (1818-1865), frère des Écoles Chrétiennes et directeur de l'école départementale d'architecture de Volvic, et inaugurée le 21 juillet 1861.
- Le cimetière de Volvic.

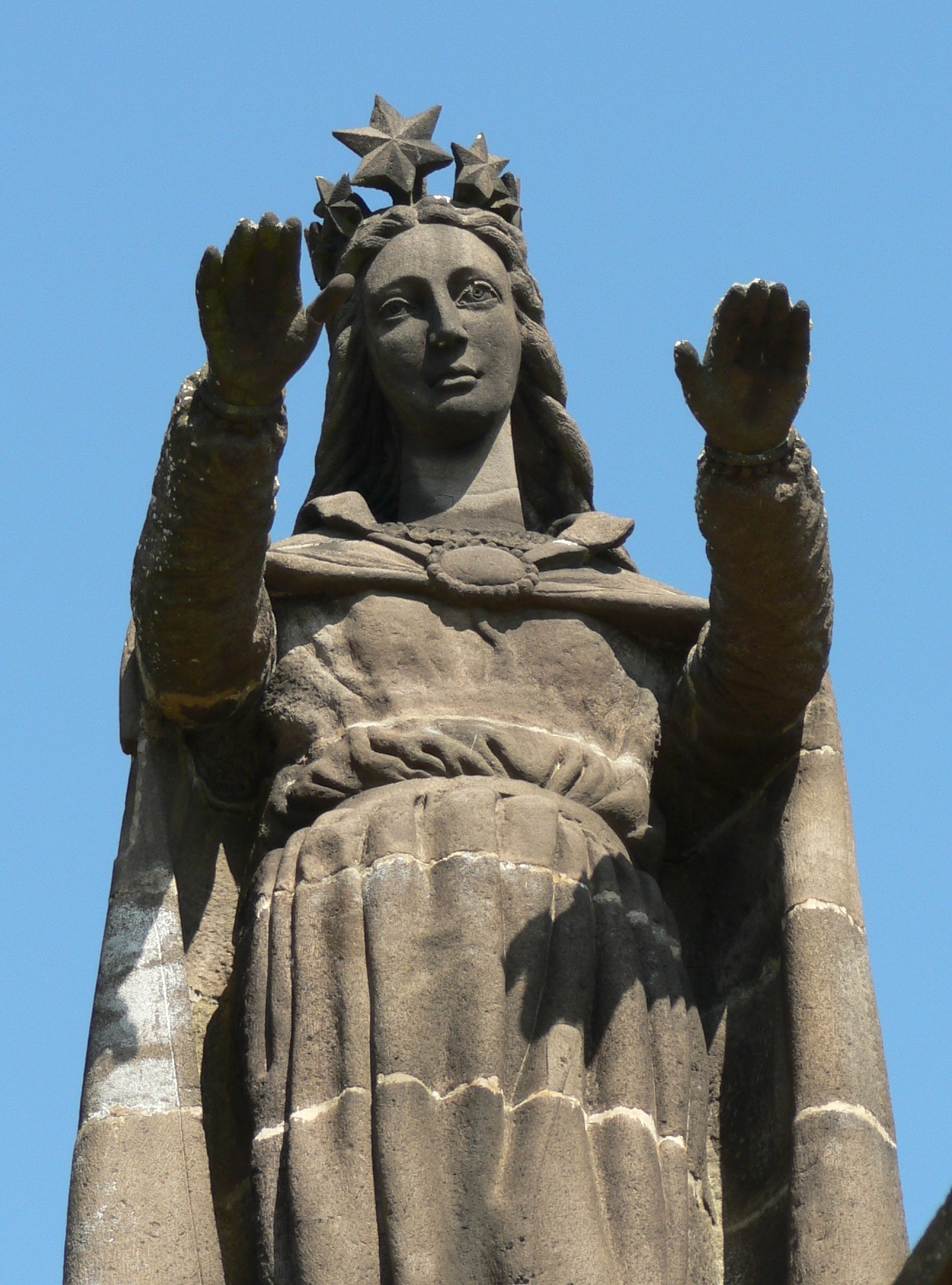
Notre-Dame-de-la-Garde.
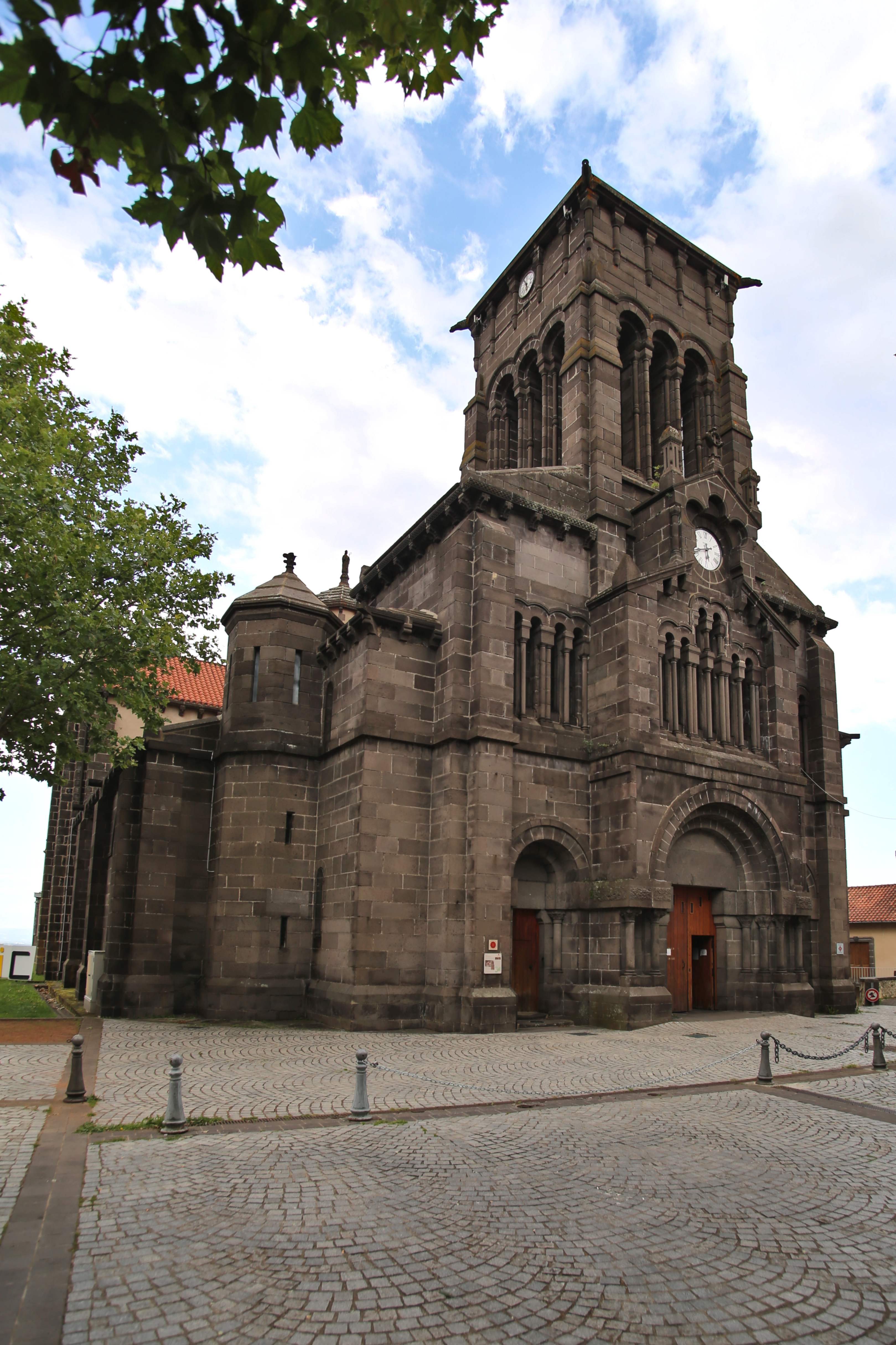
Église Saint-Priest
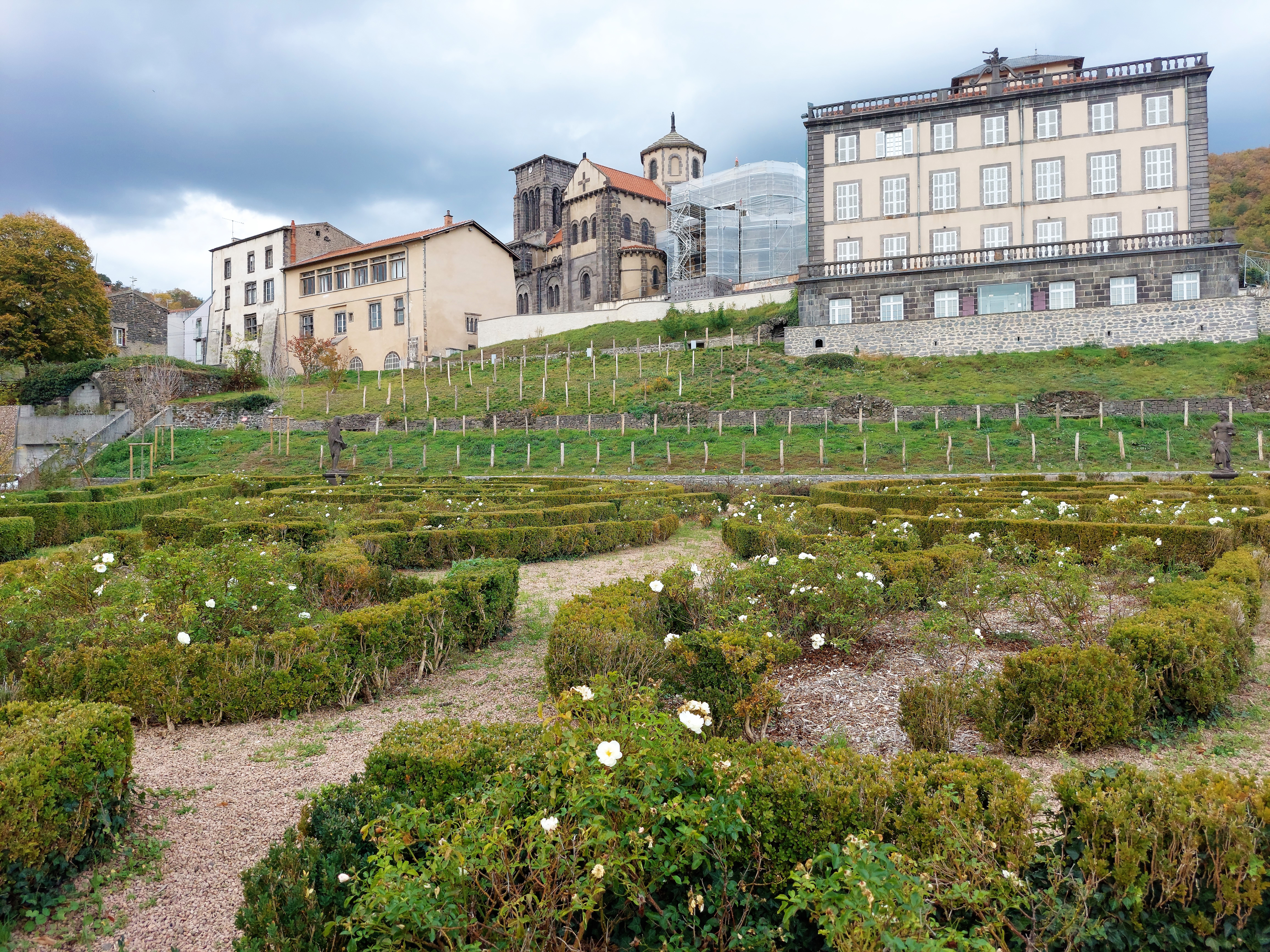
Église Saint-Priest - Au centre

### Patrimoine culturel et architectural
- Le musée Sahut[53] : installé en 1988 dans le château de Bosredon dont la bâtisse actuelle date du XVIIIe siècle.
- Le jardin Le Nôtre[54] : le jardin à la française du château de Bosredon fut planté sur un dessin du célèbre jardinier du roi. Récemment restauré, il a retrouvé une partie de sa splendeur d'antan.
- École départementale d'architecture de Volvic (EDAV) fondée en 1820 par le comte de Chabrol.
- Le château de Tournoël (XIIe – XVIe siècle) : un château fort médiéval dont les propriétaires actuels ont entrepris la restauration.

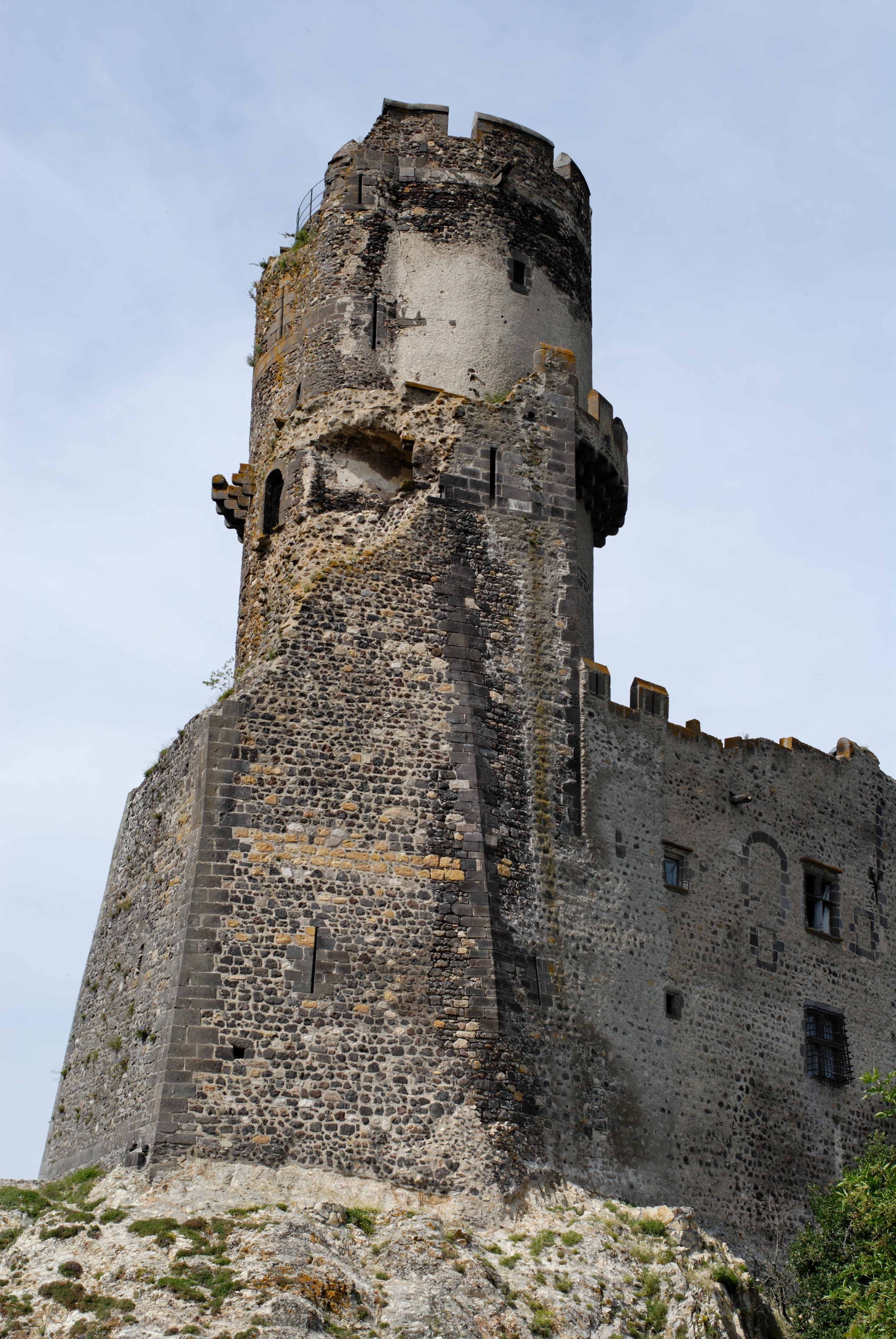
Donjon circulaire du château de Tournoël.
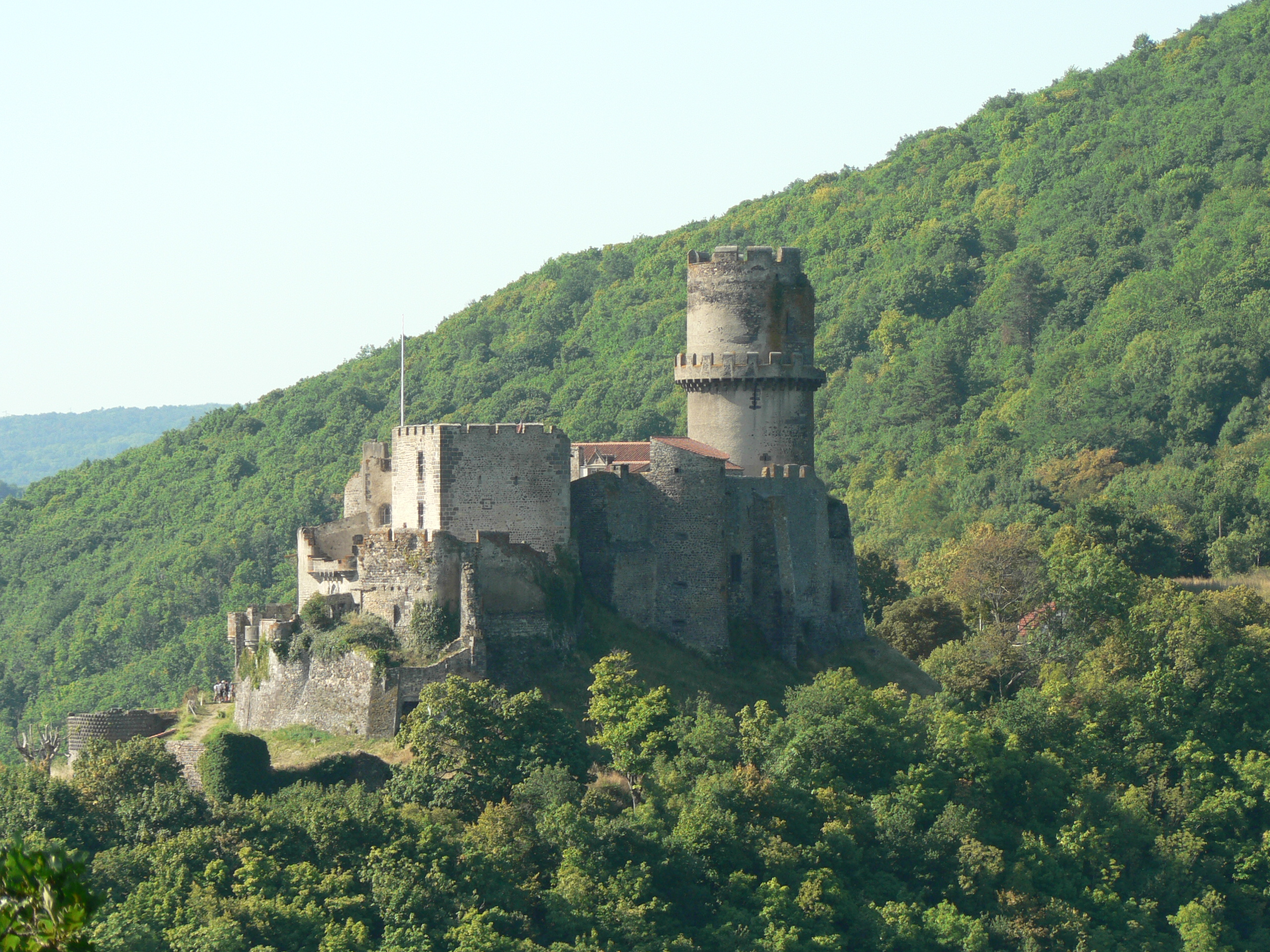
Ensemble du château de Tournoël vu depuis le hameau de Beauvaleix (Enval).
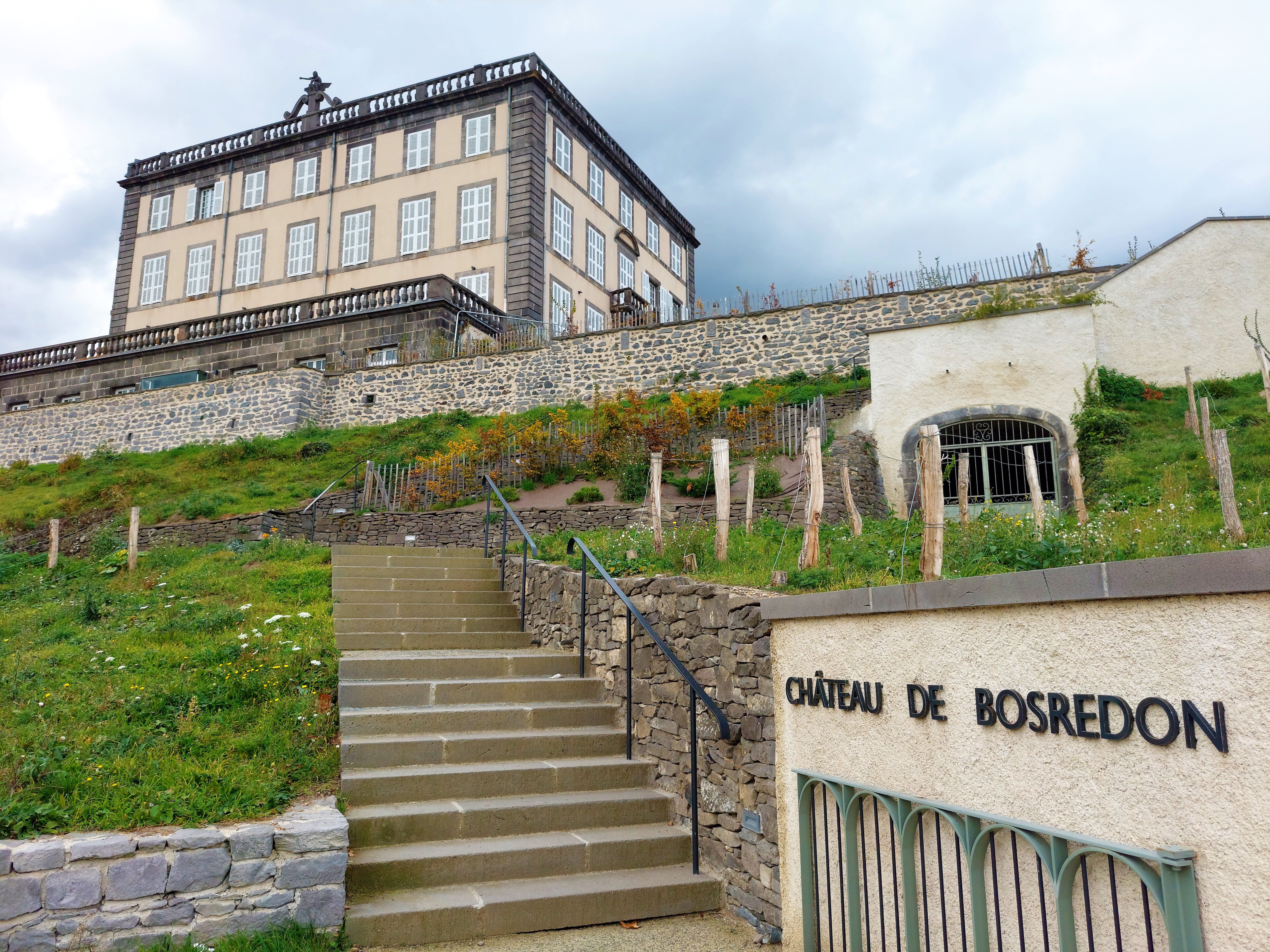
Château de Bosredon
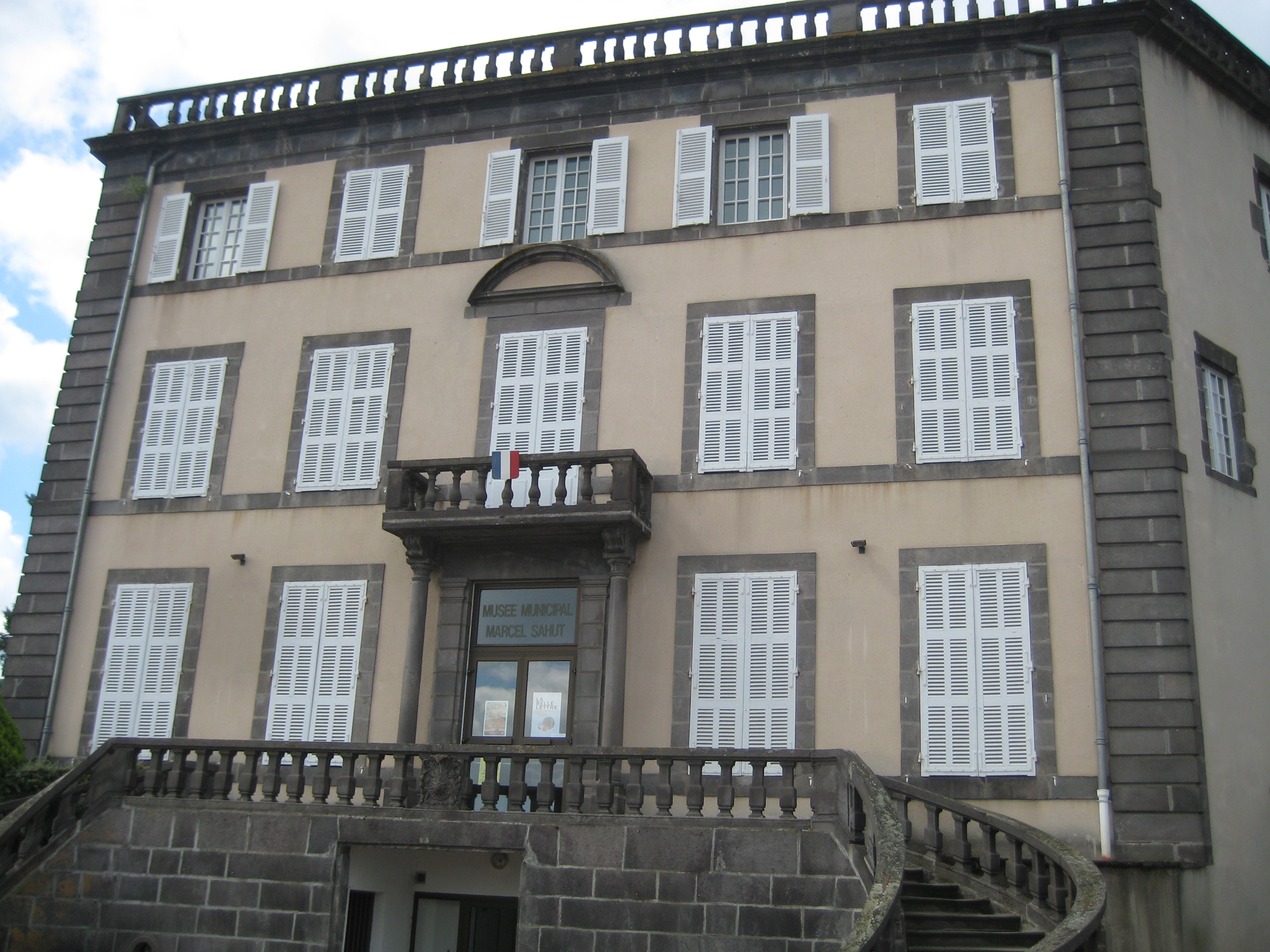
Château de Bosredon.
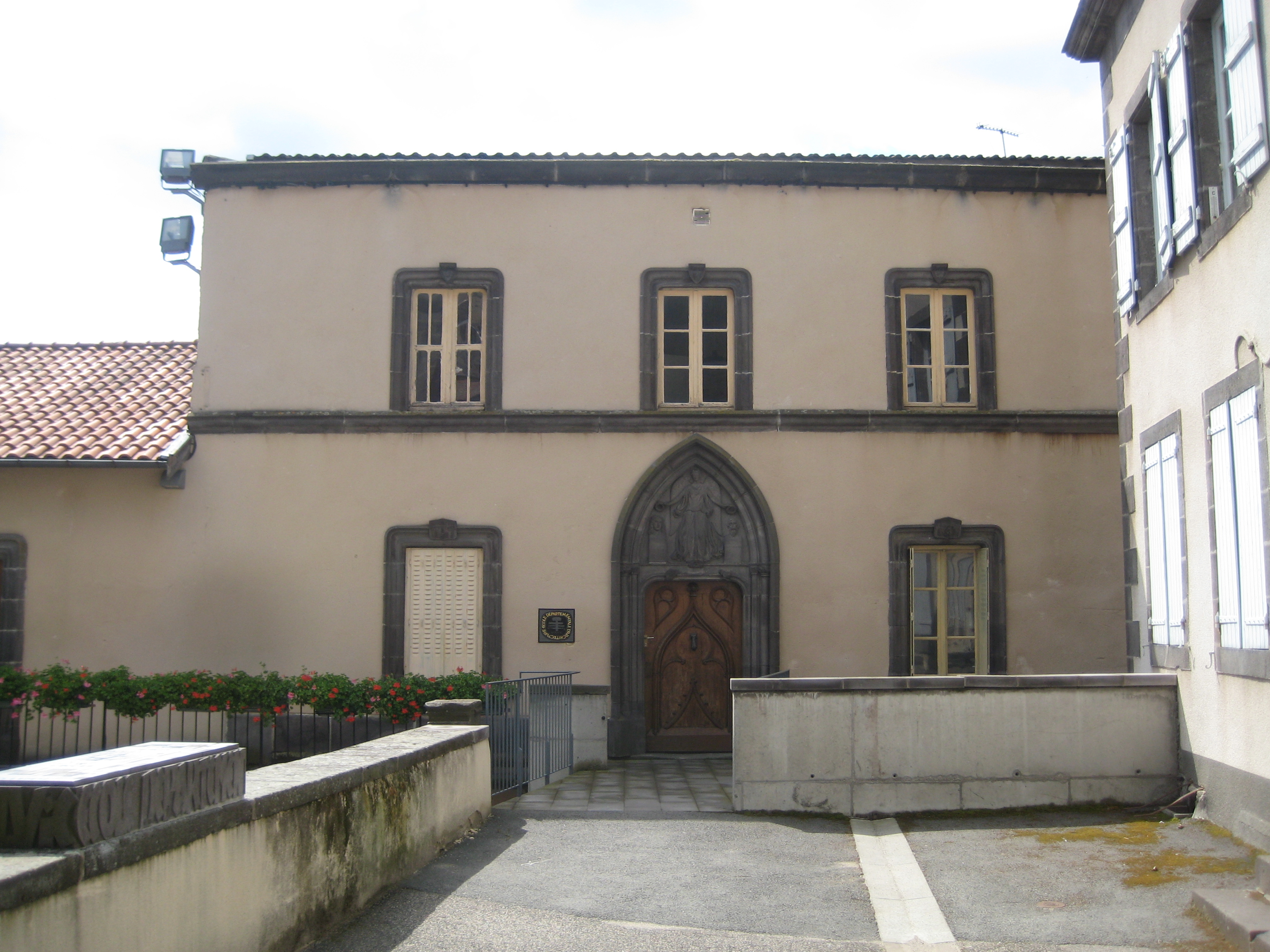
École départementale d'architecture de Volvic.

### Personnalités liées à la commune
- Amable de Bourzeis, né à Volvic le 6 avril 1606 et mort à Paris le 2 août 1672, homme d'Église, homme de lettres et théologien français, l'un des premiers membres de l'Académie française.
- Victor Fonfreide (1872-1934), né et mort à Volvic, peintre et illustrateur d'inspiration régionaliste.
- Le docteur Pierre Moity, maire de Volvic de 1912 à 1939, à l'initiative de qui est découverte l'importante ressource en eau de la commune en 1927. Il meurt en 1939 après un quart de siècle de règne sur la vie municipale. Il a réalisé ce que les Volvicois attendaient depuis longtemps : l'adduction d'eau du bourg et l'alimentation des villages (en cours lors de son décès). Un circuit de randonnée de 7 km au départ des Sources de Volvic porte son nom (sentier du Docteur-Moity).
- Michel Champleboux, né le 27 mars 1901 à Volvic et mort le 8 mars 1967 à Clermont-Ferrand, maire de Volvic de 1945 à 1956. Il fut sénateur du Puy-de-Dôme de 1958 à 1967.
- Mohand Hamoumou, né en 1956 en Kabylie, fils de harki, maire de Volvic de 2008[55] à 2020. Il est l'auteur d'une thèse sur les harkis, Et ils sont devenus harkis, publiée aux éditions Fayard en 1993 puis rééditée en 2001.